# زدوفبيتسيا (ريفنينسكا)
زدوفبيتسيا (Здовбиця) هي مدينة في مقاطعة ريفنينسكا في أوكرانيا.
يبلغ عدد سكانها حوالي 4958 نسمة.